# 88 mm Type 99
Il cannone antiaereo da 88 mm Type 99 (九九式八糎高射砲?, Kyūkyū-shiki hassenchi Koshahō) era un cannone antiaereo impiegato dall'Esercito imperiale giapponese durante la seconda guerra mondiale. Il nome era dovuto all'anno di adozione da parte dell'esercito, anno imperiale 2599, corrispondente al 1939 del calendario gregoriano.

## Storia

### Sviluppo e produzione
Nella battaglia di Nanchino, durante la seconda guerra sino-giapponese, le forze giapponesi catturarono diversi cannoni navali di produzione tedesca 8,8 cm SK C/30, in dotazione all'Esercito nazionalista della Repubblica cinese. Questi cannoni navali antiaerei della Kriegsmarine non sono da confondere con il più celebre 8,8 cm FlaK.
I pezzi testati si rivelarono subito nettamente superiori in termini di gittata e potenza rispetto al 75 mm Type 88 standard giapponese. L'Ufficio tecnico dell'Esercito imperiale ne sviluppò quindi una copia per ingegneria inversa, che venne prodotta come Type 99 in circa 1.000 unità.

### Impiego operativo
I Type 99 vennero primariamente assegnati alla difesa del territorio metropolitano giapponese contro i bombardamenti alleati ed in preparazione del previsto sbarco americano.

## Tecnica
Il Type 99 montava una canna monoblocco, con otturatore a cuneo verticale. La piattaforma di tiro era stabilizzata su cinque gambe; il piedistallo centrale ed ognuna delle gambe erano dotati di piedi regolabili a vite per il livellamento della piattaforma di tiro. La canna poteva essere rimossa dalla culatta e l'intero pezzo poteva essere scomposto in sei carichi per il trasporto.

## Munizionamento
Il cannone sparava una granata HE da 8 kg ad una quota di 10.420 m. Venne sviluppato anche un apposito proietto perforante per l'impiego controcarro. Erano quindi disponibili i seguenti proietti:
- granata antiaerea ad alto esplosivo - 9,0 kg
- proietto incendiario – 9,5 kg
- proietto perforante – 10,0 kg